# Ярва-Мадизе
Я́рва-Ма́дизе (эст. Järva-Madise) — деревня в волости Ярва уезда Ярвамаа, Эстония.
До реформы местных самоуправлений Эстонии 2017 года входила в состав волости Албу (упразднена) и была её административным центром.

## География и описание
Расположена у шоссе Каалепи—Лехтметса, на перекрёстке дорог Аравете, Ахула и Симисалу; в 15 км к северо-западу от волостного центра — посёлка Ярва-Яани, и в 26 км к северу от уездного центра — города Пайде. Высота над уровнем моря — 84 метра.
Территория деревни находится в границах природного парка Кырвемаа. В деревне находится природоохранный объект — валун Мийнакиви (охват 18 м).
Климат умеренный. Официальный язык — эстонский. Почтовые индексы: 73401, 73409.

## Население
По данным переписи населения 2021 года, в Ярва-Мадизе насчитывалось 73 жителя, из них 70 (95,9 %) — эстонцы.
По данным переписи населения 2011 года, в деревне проживали 75 человек, из них 73 (97,3 %) — эстонцы.
Численность населения деревни Ярва-Мадизе по данным переписей населения:
| Год  | 1959 | 1970  | 1979  | 1989  | 2000 | 2011 | 2021 |
| ---- | ---- | ----- | ----- | ----- | ---- | ---- | ---- |
| Чел. | 202* | ↘ 82* | ↗ 107 | ↘ 102 | ↘ 74 | ↗ 75 | ↘ 73 |

* Деревня Ярва-Мадизе (эст. Järva-Madise küla) и поселение Ярва-Мадизе (эст. Järva-Madise asundus) вместе.

## История
В письменных источниках 1913 года упоминается Matthäi (деревня), 1922 года — Madise ümbruse alevik (c эст. посёлок окрестностей Мадизе). 
Небольшой посёлок Ярва-Мадизе вырос из деревни Мадизе в конце XIX века, которая сформировалась в окрестностях лютеранской церкви святого Матфея и корчмы. Примерно в 1945 году он получил официальный статус деревни. В 1977 году, в период кампании по укрупнению деревень, с деревней Ярва-Мадизе было объединено поселение Ярва-Мадизе, возникшее в 1920-х годах вокруг церковной мызы в результате земельной реформы. Название этого места произошло от названия церкви, посвящённой апостолу Левию Матфею и прихода (на эст. — св. Маттеус, изначально нем. Goldenberg, также нем. Kullenbeck, позже Sankt Matthäi). Северная часть современной Ярва-Мадизе — это бывшее поселение Кодру (эст. Kodru).
Ярва-Мадизе является родным приходом писателя А. Х. Таммсааре. Ещё при его жизни, в 1936 году, здесь открыли памятник ему (скульптор Ферди Саннамеэс); на старом кладбище похоронены родители писателя и несколько прототипов героев его романа «Правда и справедливость» (в частности, Сикенберги (Sikenberg) и Гростали (Grossthal).
В 1929 году в Ярва-Мадизе был установлен памятник Эстонской освободительной войне (взорван в 1950 году, восстановлен в 1989 году, автор — Вольдемар Меллик).
В 1949 году на находящейся на территории деревни братской могиле воинов Советской армии, павших во Второй мировой войне (исторический памятник с 1997 до 2023 года), был установлен памятник с надписью «Вечная слава героям, павшим в боях за свободу и независимость Советской Родины! 1941—1945». Рабочая группа по советским памятникам при Госканцелярии Эстонии в своём протоколе от 30 ноября 2022 года признала памятник «красным», т. е. подлежащим демонтажу. Памятник был демонтирован в марте 2023 года. 24 августа 2023 года была произведена эксгумация останков. Найденные останки 19 красноармейцев и гражданских лиц перезахоронены 27 сентября на кладбище Ярва-Мадизе (см. Список советских военных памятников Эстонии).

## Галерея

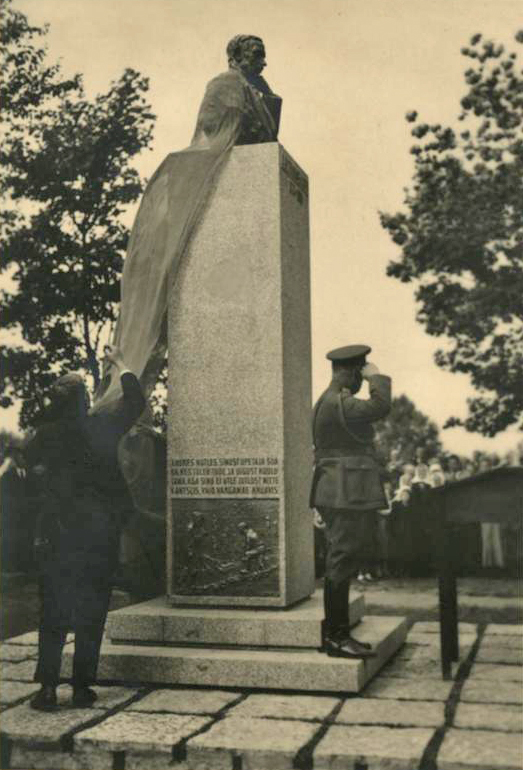
Открытие памятника А. Х. Таммсааре, 1936 год
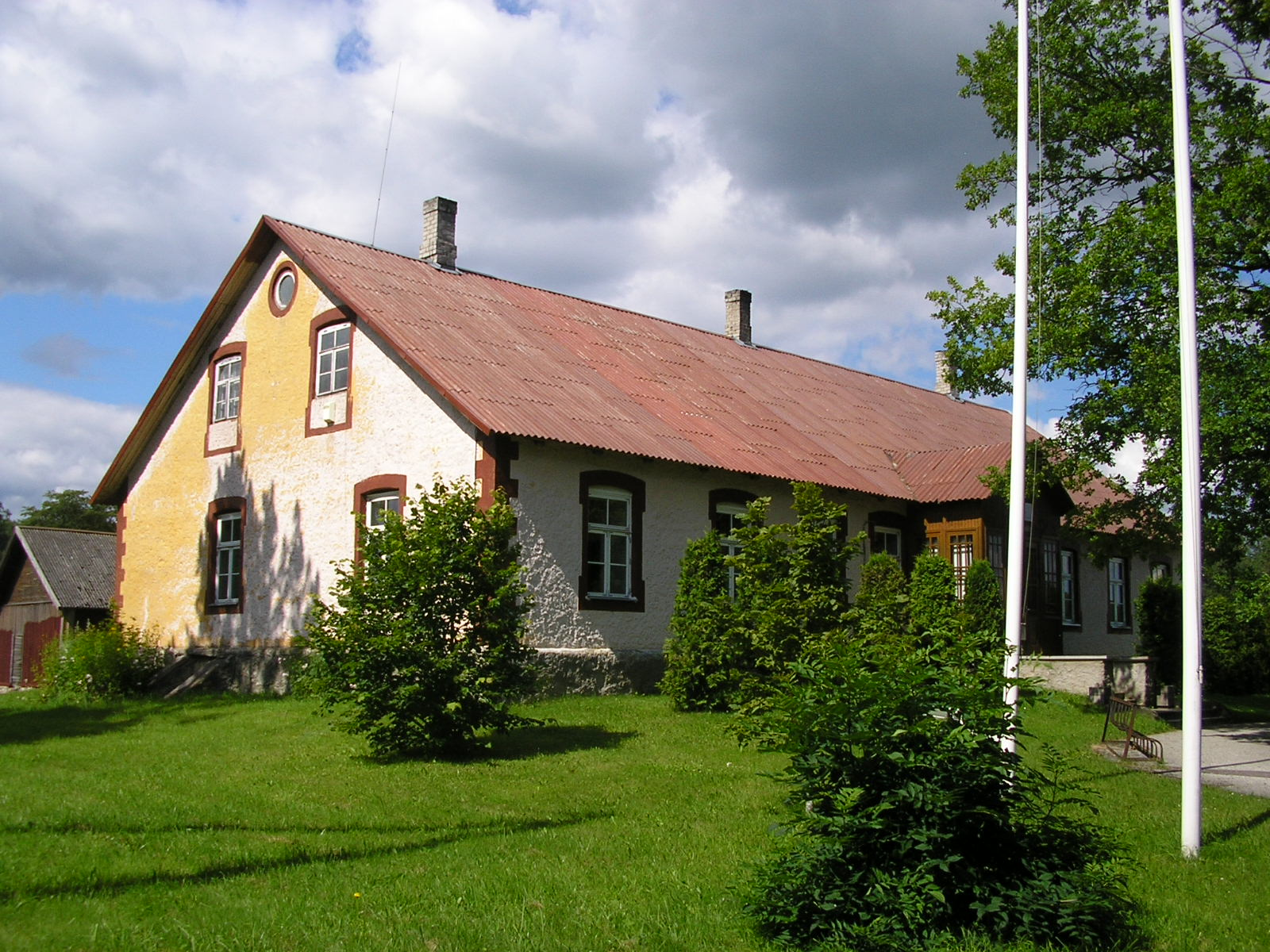
Бывший волостной дом Албу в Ярва-Мадизе
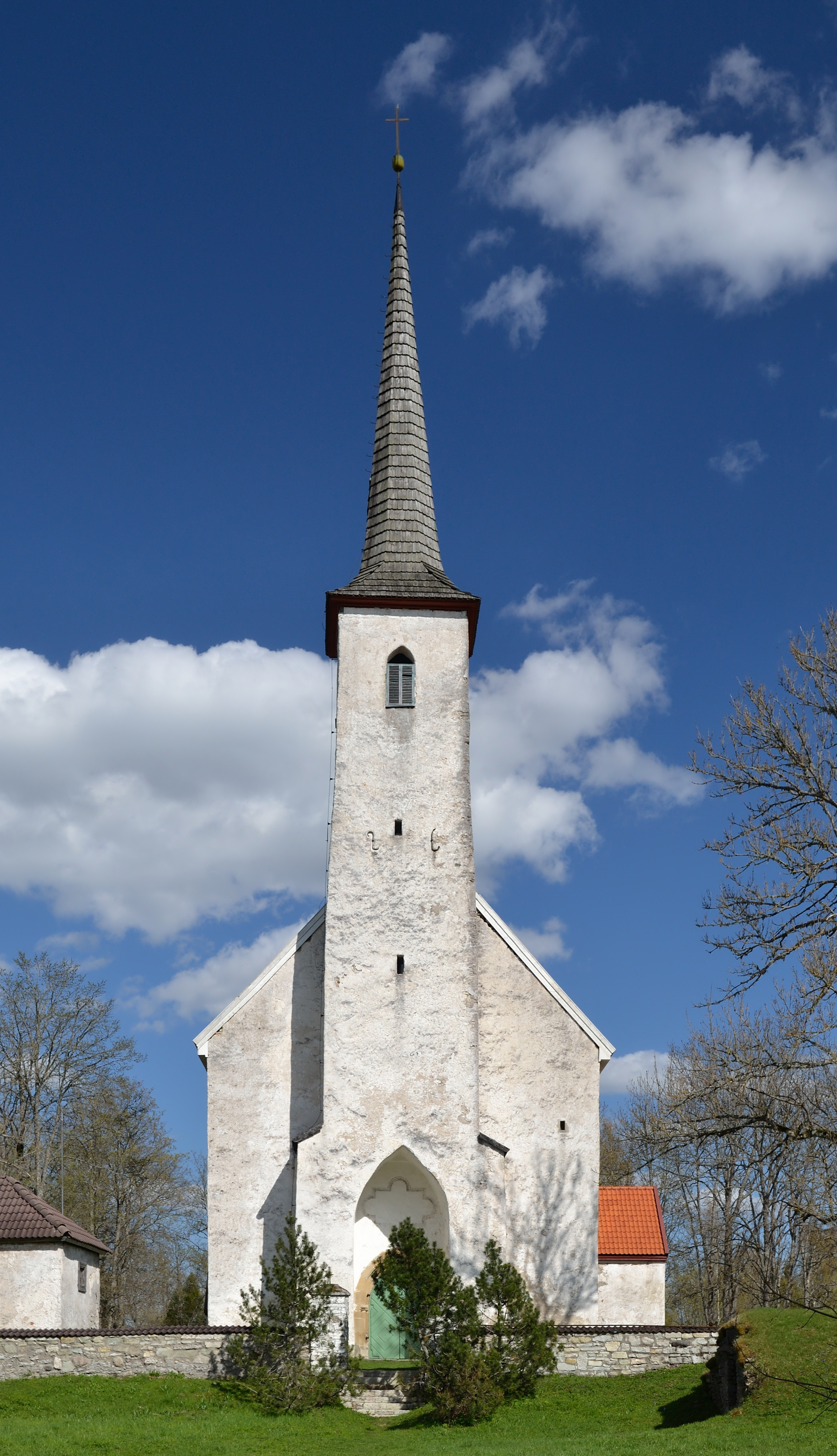
Церковь Ярва-Мадизе
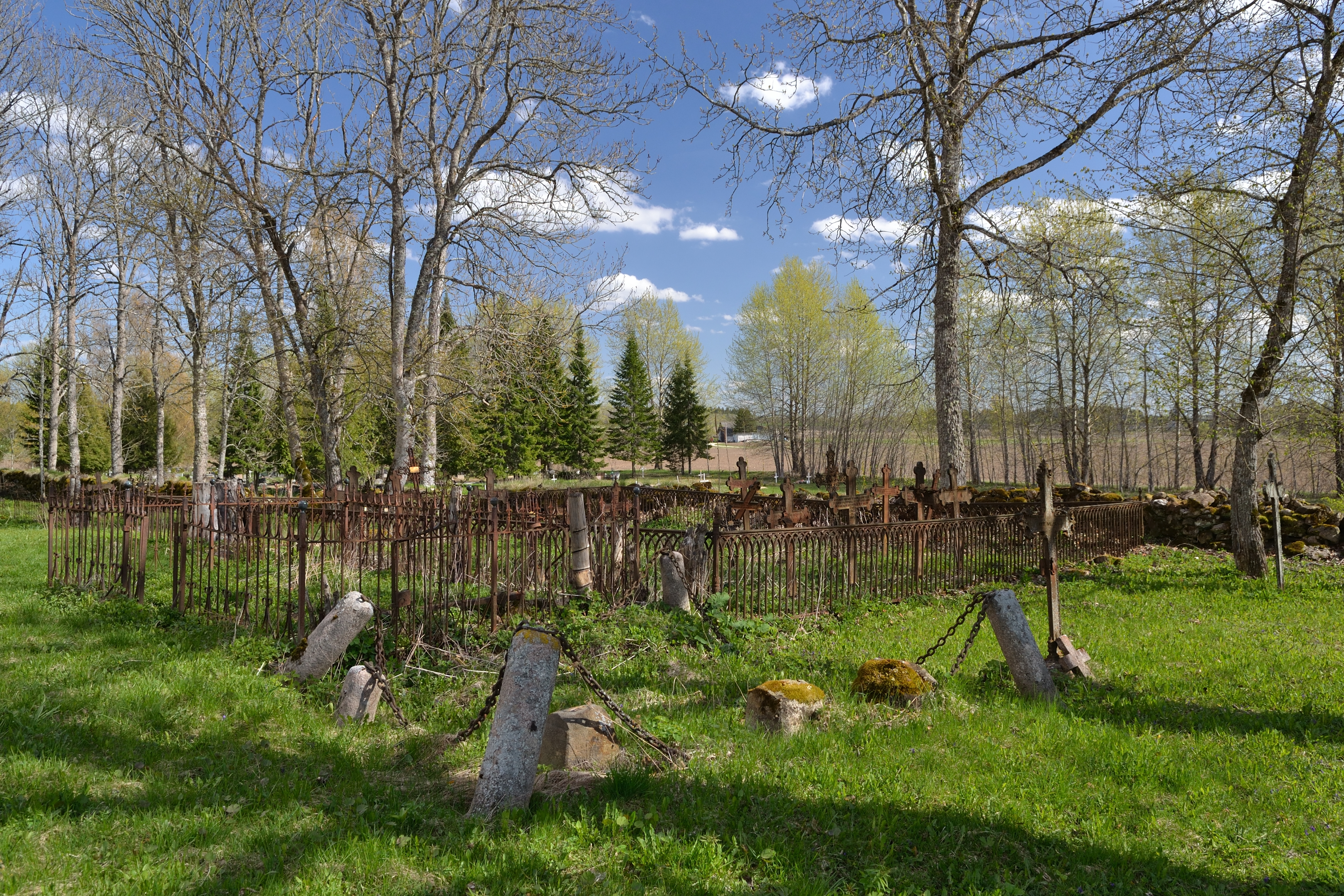
Церковный сад
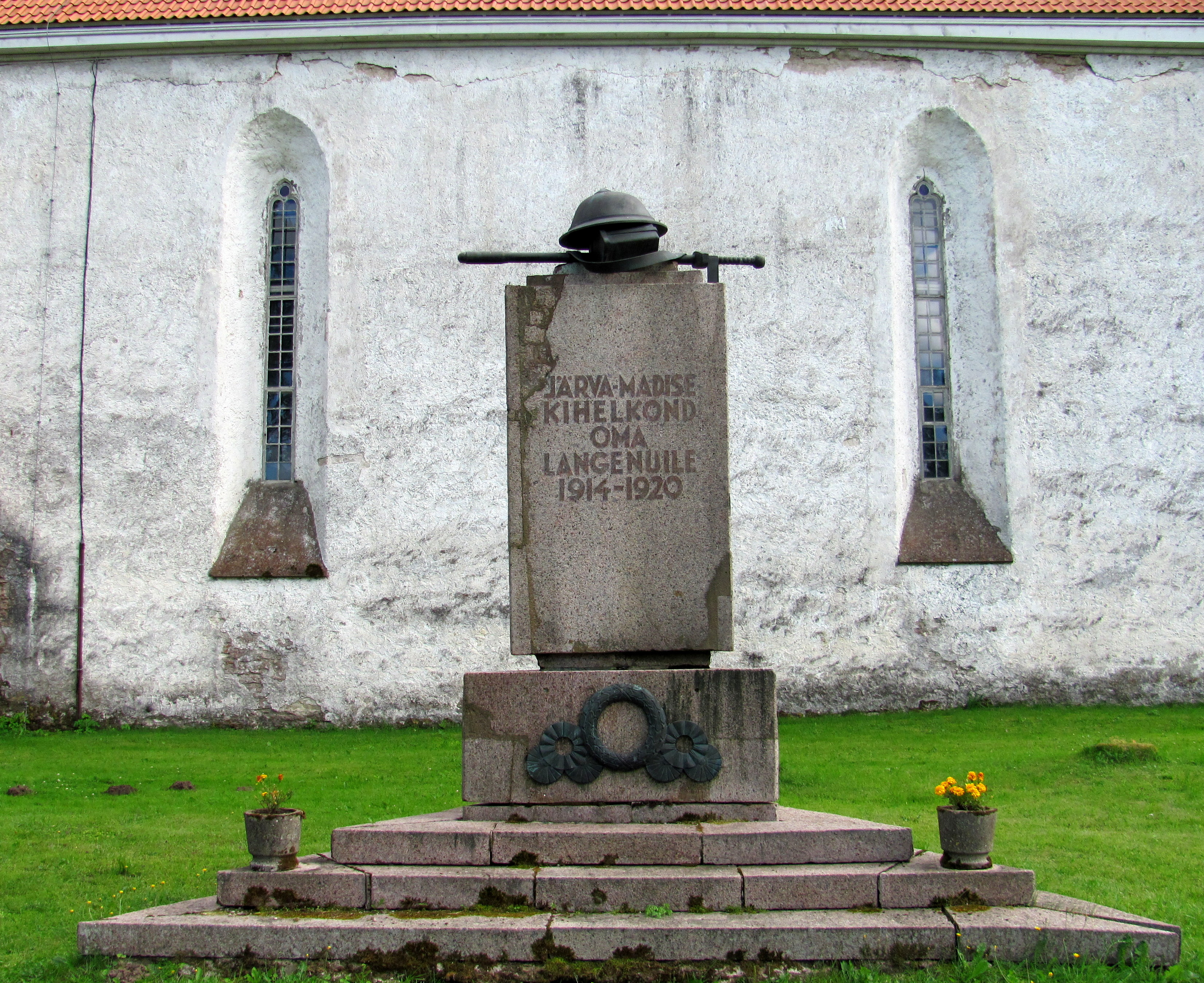
Памятник Эстонской освободительной войне
Советский памятник на братской могиле павших во II мировой войне в Ярва-Мадизе. Ликвидирован в 2023 году